# Atyphella testaceolineata
Atyphella testaceolineata is een keversoort uit de familie glimwormen (Lampyridae). De wetenschappelijke naam van de soort werd voor het eerst geldig gepubliceerd in 1939 door Pic.